# David Meyer (Schauspieler)
David Meyer (* 24. Juli 1947 in Watford, Hertfordshire) ist ein britischer Schauspieler.

## Leben
David Meyer ist der Zwillingsbruder von Tony Meyer. David trat oft mit seinem Bruder zusammen in Filmen auf. Seine bekannteste Rolle hatte er in dem Film James Bond 007 – Octopussy wo das Zwillingspaar Mischka und Grischka von den Brüdern verkörpert wurde. Den Höhepunkt seiner Karriere hatte Meyer in den 1980er Jahren.
2003 wirkte er in der wortgetreuen Bibelverfilmung Das Johannes-Evangelium mit. Er verkörperte einen lahmen Mann.

## Filmografie (Auswahl)
- 1976: Hamlet
- 1978: An Englishman's Castle (Miniserie, 3 Folgen)
- 1979: The Tempest – Der Sturm (The Tempest)
- 1982: Parsifal
- 1982: Der Kontrakt des Zeichners (The Draughtsman’s Contract)
- 1983: James Bond 007 – Octopussy (Octopussy)
- 1984: State of Wonder
- 1989: War Requiem
- 1989: Zwei seriöse Damen in Dublin (Snakes and Ladders, Fernsehserie, 3 Folgen)
- 1992: Inspektor Morse, Mordkommission Oxford (Inspector Morse, Fernsehserie, Folge 6x05 Cherubim & Seraphim)
- 1994: The Bill (Fernsehserie, Folge 10x66)
- 1997: Bent
- 2003: Das Johannes-Evangelium (The Gospel of John)
- 2015: London Spy (Miniserie, Folge 1x05)
- 2020: Institute (Fernsehfilm)